# Вулиця Івана Мазепи (Малин)
Ву́лиця Івана Мазепи — вулиця Малина (районний центр Житомирської області). Пролягає від мосту через річку Іршу до південної межі міста. Є частиною територіального автомобільного шляху Т 0608 Овруч — Малин — Радомишль. Названа на честь Гетьмана Війська Запорозького Івана Мазепи.
Прилучаються вулиці: Неманихіна, Приходька, В'ячеслава Чорновола, Пилипа Орлика, Сухомлинського, Залізнична.
Одна з головних транспортних артерій правобережної (річка Ірша) частини Малина, мікрорайону паперової фабрики. Саме тут, на перехресті з вулицями Приходька та В'ячеслава Чорновола встановлено єдиний у місті світлофор. Є тут також автостанція, яка через незручне розміщення автовокзалу, стала головною для автобусів житомирського та радомишльського напрямків.
Вулиця виникла як дорога на Радомишль, до 1962 року називалась Радомишльська. Почала забудовуватись наприкінці XIX — XX столітті. Раніше ця місцевість мала назву Денисівка, що за переказами старожилів походить від імені Дениса, який першим, ще до Жовтневого перевороту, оселився на цих землях. 1922 року Радомишльська вулиця була розділена (по річці), і лівобережна її частина дістала назву Карла Лібкнехта — тепер це вулиця Володимира Винниченка.

## Виноски
1. 1 2  Вулиці Малина [Архівовано 22 листопада 2017 у Wayback Machine.] на Інтернетському сайті Мій Малин) [Архівовано 17 серпня 2012 у Wayback Machine.] // (праця Є. ГРИЩЕНКА)
2. ↑  Топоніми Малина [Архівовано 18 жовтня 2012 у Wayback Machine.] на Інтернетському сайті Мій Малин) [Архівовано 17 серпня 2012 у Wayback Machine.] // (праця Є. ГРИЩЕНКА)